# WFLV-Futsal-Liga 2006/07
Die WFLV-Futsal-Liga 2006/07 war die zweite Saison der WFLV-Futsal-Liga, der höchsten Futsalspielklasse der Männer in Nordrhein-Westfalen. Meister wurde der MSC Strandkaiser Krefeld, der sich ebenso wie der Vizemeister UFC Münster für den DFB-Futsal-Cup 2007 qualifizierte. Es gab keinen Auf- und Abstieg.

## Tabelle
| Pl.               | Verein                   | Sp. | S | U | N | Tore    | Diff. | Punkte |
| ----------------- | ------------------------ | --- | - | - | - | ------- | ----- | ------ |
| 1.                | MSC Strandkaiser Krefeld | 9   | 8 | 1 | 0 | 049:100 | +39   | 25     |
| 2.                | UFC Münster (N)          | 9   | 8 | 0 | 1 | 067:200 | +47   | 24     |
| 3.                | Panther Münster          | 9   | 7 | 0 | 2 | 062:260 | +36   | 21     |
| 4.                | Futsal Panthers Köln     | 9   | 5 | 0 | 4 | 027:270 | ±0    | 15     |
| 5.                | FC Maroc Moers           | 9   | 5 | 0 | 4 | 046:270 | +19   | 15     |
| 6.                | Inter Futsal Wesel       | 9   | 4 | 1 | 4 | 048:470 | +1    | 13     |
| 7.                | Torpedo Münster          | 9   | 2 | 0 | 7 | 022:440 | −22   | 06     |
| 8.                | Los Carrados Köln        | 9   | 2 | 0 | 7 | 030:660 | −36   | 06     |
| 9.                | Futsal Lions Düsseldorf  | 9   | 2 | 0 | 7 | 030:610 | −31   | 06     |
| 10.               | Futsal Club Münster      | 10  | 1 | 0 | 9 | 021:740 | −53   | 03     |
| Stand: Saisonende |                          |     |   |   |   |         |       |        |

| Zum Saisonende 2006/07: |                                                                        |
|                         |                                                                        |
|                         | Meister und Teilnahme am DFB-Futsal-Cup 2007: MSC Strandkaiser Krefeld |
|                         | Teilnahme am DFB-Futsal-Cup: UFC Münster                               |
|                         |                                                                        |
| Zum Saisonende 2005/06: |                                                                        |
| (M)                     | Titelverteidiger: UFC Münster                                          |